# Marita Langeová
Marita Langeová (* 22. června 1943, Halle, Sasko-Anhaltsko) je bývalá východoněmecká atletka, stříbrná olympijská medailistka a vicemistryně Evropy ve vrhu koulí.
V roce 1966 vybojovala bronzovou medaili na mistrovství Evropy v Budapešti. O dva roky později brala bronz na evropských halových hrách v Madridu a získala stříbrnou medaili na letních olympijských hrách v mexickém Ciudad de México. Ve finále měřil její nejdelší pokus 18,78 metru. Dál poslala kouli jen další východoněmecká atletka Margitta Gummelová, která se stala olympijskou vítězkou za hod dlouhý 19,61 metru.
V roce 1969 získala na posledních evropských halových hrách v Bělehradu zlatou medaili a na evropském šampionátu v Athénách skončila na třetím místě. V následujícím roce vybojovala na prvním halovém ME ve Vídni bronzovou medaili. Poslední výrazný úspěch zaznamenala na mistrovství Evropy v Helsinkách 1971, kde získala stříbrnou medaili. V roce 1972 reprezentovala na letních olympijských hrách v Mnichově, kde ve finále obsadila šesté místo. Šestá skončila také na mistrovství Evropy v Římě 1974.